# 뚝섬
뚝섬은 서울특별시 성동구 성수동 일대의 범람원으로, 지대가 낮아 한강에 홍수가 날 때마다 물길이 생겨 섬처럼 보였기에 섬이라고 하였다. 1980년대 초 한강종합개발사업에 의하여 한강을 직강화(直江化)하면서 남쪽의 많은 부분이 잘려 나갔고, 제방을 쌓으면서 완전한 육지화가 이루어졌다.

## 지명 유래

독기(纛旗)

뚝섬은 원래 ‘둑도’, ‘뚝도(纛島)’, ‘독도(纛島)’ 혹은 ‘살곶이벌’로도 불렸는데, 이 이름에 대하여 여러 가지의 유래가 전한다. 우선 태종 이방원이 왕위에 등극한 지 2년 후 무학대사의 간청으로 1402년 함흥에 가 있던 태조 이성계가 다시 서울로 돌아오는데, 뚝섬 가까이에 도착한 태조가 쏜 화살을 태종이 차일을 치려고 세운 기둥 뒤로 피하였고, 이에 화살이 기둥에 꽂힌 벌판이라는 뜻에서 살곶이벌이라고 불렀다는 것이다. 다른 유래는 이 일대가 조선 시대 왕의 사냥터로 자주 이용되었는데, 왕이 모습을 드러내면 그 상징인 독기(纛旗)를 벌판에 꽂았다는 데에서 ‘독도(纛島)’라고 불렀다는 것이다. 그 밖에 군사들이 활쏘기 등 무예 훈련을 하던 벌판이어서 살곶이벌이라고 불렀다는 유래가 있다.

## 역사
| Daedongyeojido (Gyujanggak) 01-08.jpg | Daedongyeojido (Gyujanggak) 01-07.jpg |
|                                       |                                       |

조선 시대에는 한성부 남부 두모방(豆毛坊) 전관계(箭串契)의 전관동(箭串洞)이었다. 한성 인근에서 경치가 좋은 열 가지 장소, 즉 경도십영(京都十詠)의 하나로 꼽혀 ‘전교심방(箭郊尋坊)’으로 불렸다. 성덕정(聖德亭)이라는 정자가 있었으며, 넓은 벌판에서 왕이 사냥하거나 군사들이 훈련하였다. 또 말 목장이 있었다고 전한다.
1906년 8월 기공하여 1908년 8월 대한민국 최초의 상수도 시설인 뚝도수원지가 완공되었다. 행정 구역은 1911년 경성부 두모면 독도계(纛島契)로 개편되었고, 1914년 경기도 고양군 독도면(纛島面) 서독도리(西纛島里)·동독도리(東纛島里)로 분리되었다.
일제 강점기 뚝섬 일대에는 왕십리를 배후로 하는 작은 시가지가 들어섰으며, 한강 주변은 경치가 좋아 여전히 유원지로 이용되었다. 1930년 11월 1일 왕십리 - 동독도 간 궤도인 경성궤도가 개통되었으며, 이 노선은 1932년 10월 11일 동대문까지 연장되어 경성 주민의 뚝섬 나들이를 편리하게 하였다. 특히 경성궤도주식회사에서는 궤도차 운영 외의 부대사업으로 한강변에 유원지와 수영장을 조성한 뒤, 동독도역에서 유원지역까지 노선을 연장하였다. 뚝섬에서 강을 건너 잠실, 봉은사 일대를 둘러보는 코스가 생겨나기도 하였다.
1954년 5월 8일 한국마사회에서 동대문구 신설동에 있던 서울경마장을 이전 설치하였고, 1968년에는 박정희 전 대통령에 의하여 골프장이 들어서기도 하였다. 뚝섬경마장이라고도 불렸던 서울경마장은 1989년 과천으로 이전하였고, 골프장은 1994년 폐업하였다. 이후 2005년 서울숲이 조성되었다.

## 교통
- ● 서울 지하철 2호선 - 뚝섬역
- ● 서울 지하철 7호선 - 자양역
- ● 수도권 전철 수인·분당선 - 서울숲역

## 같이 보기
- 서울숲
- 살곶이다리
- 경성궤도
- 잠실섬